# Tim Kelleher (Schauspieler)
Tim Kelleher (* in Bronx, New York City) ist ein US-amerikanischer Schauspieler.

## Leben
Kelleher wurde in der New Yorker Bronx geboren und wuchs in Staten Island auf. Er studierte an der Villanova University in Pennsylvania. Danach trat er den Jesuiten bei und arbeitete in Pennsylvania, Washington D.C. und New York.
Später verließ er die Jesuiten und begann in New York City eine Schauspielausbildung. Er war einer der Mitgründer der Theatergruppe Colony Theatre, die überwiegend selbst geschriebene Stücke inszenierte, darunter drei von Kelleher geschriebene Dramen. Ab Ende der 1980er Jahre folgten erste Auftritte in Filmen und Fernsehserien. Für mehrere Jahre wirkte er neben der Filmarbeit weiter in seiner Theatergruppe.
Im Jahr 2000 übernahm Kelleher im Doku-Drama Thirteen Days die Rolle des Kennedy-Chefberaters Ted Sorensen. 2008 war er in Flash of Genius und Sieben Leben zu sehen.
Seit 1995 ist er Mitglied der Ukrainischen Griechisch-katholischen Kirche.
Er ist mit der Schriftstellerin Billie Livingston verheiratet.

## Filmografie (Auswahl)
Schauspieler
- 1988: The Understudy: Graveyard Shift II
- 1989: Zwang zum Töten (Blue Vengeance)
- 1989: Black Rain
- 1991: Late for Dinner – Eine zeitlose Liebe (Late for Dinner)
- 1992: Malcolm X
- 1993: Love, Lies & Lullabies (Fernsehfilm)
- 1993: Turtles III (Stimme)
- 1993: Verzweifelte Wut (Fernsehfilm)
- 1994: seaQuest DSV (Fernsehserie, eine Episode)
- 1994: Raumschiff Enterprise: Das nächste Jahrhundert (Star Trek: The Next Generation, Fernsehserie, eine Episode)
- 1994: Tödliche Geschwindigkeit (Terminal Velocity)
- 1995: Operation Dumbo (Operation Dumbo Drop)
- 1995: Die Ehre zu fliegen (The Tuskegee Airmen, Fernsehfilm)
- 1995: Clockers
- 1995: Never Talk To Strangers – Spiel mit dem Feuer (Never Talk To Strangers)
- 1995: JAG – Im Auftrag der Ehre (JAG, Fernsehserie, eine Episode)
- 1996: The Birdcage – Ein Paradies für schrille Vögel (The Birdcage)
- 1996: Einsame Entscheidung (Executive Decision)
- 1996: Independence Day
- 1996: Apollo 11 (Fernsehfilm)
- 1996–1997: Dark Skies – Tödliche Bedrohung (Dark Skies, Fernsehserie, 11 Episoden)
- 1998: Desperate Measures
- 1998: Pensacola – Flügel aus Stahl (Pensacola: Wings of Gold, Fernsehserie, eine Episode)
- 1998: Verhandlungssache (The Negotiator)
- 1999: The Crow – Die Serie (The Crow: Stairway to Heaven, Fernsehserie, eine Episode)
- 1999: Providence (Fernsehserie, eine Episode)
- 1999: Verhängnisvolle Vergangenheit (A Murder on Shadow Mountain, Fernsehfilm)
- 1999: Made Men
- 1999: Star Trek: Raumschiff Voyager (Star Trek: Voyager, Fernsehserie, eine Episode)
- 2000: Meat Loaf: To Hell and Back (Fernsehfilm)
- 2000: Thirteen Days
- 2001: Für alle Fälle Amy (Judging Amy, Fernsehserie, eine Episode)
- 2002: Strong Medicine: Zwei Ärztinnen wie Feuer und Eis (Strong Medicine, Fernsehserie, eine Episode)
- 2002: Star Trek: Enterprise (Fernsehserie, eine Episode)
- 2003: Charmed – Zauberhafte Hexen (Charmed, Fernsehserie, eine Episode)
- 2003: The Agency – Im Fadenkreuz der C.I.A. (The Agency Fernsehserie, eine Episode)
- 2003: Tricks
- 2003: Emergency Room – Die Notaufnahme (ER, Fernsehserie, eine Episode)
- 2004: Six Feet Under – Gestorben wird immer (Six Feet Under, Fernsehserie, eine Episode)
- 2004: CSI: Miami (Fernsehserie, eine Episode)
- 2004: Without a Trace – Spurlos verschwunden (Without a Trace, Fernsehserie, zwei Episoden)
- 2004–2015: Navy CIS (NCIS, Fernsehserie, sechs Episoden)
- 2005: The West Wing – Im Zentrum der Macht (The West Wing, Fernsehserie, zwei Episoden)
- 2005: 24 (24 – Twenty Four, Fernsehserie, eine Episode)
- 2005: Criminal Minds (Fernsehserie, eine Episode)
- 2008: Flash of Genius
- 2008: Sieben Leben (Seven Pounds)
- 2009: Dollhouse (Fernsehserie, eine Episode)
- 2008–2009: In Plain Sight – In der Schusslinie (In Plain Sight, Fernsehserie, zwei Episoden)
- 2010: Inception
- 2010: My Superhero Family (No Ordinary Family, Fernsehserie, eine Episode)
- 2012: Fringe – Grenzfälle des FBI (Fringe, Fernsehserie, eine Episode)
- 2013: Red Widow (Fernsehserie, eine Episode)
- 2013–2014: Almost Human (Fernsehserie, drei Episoden)
- 2016: Supernatural (Fernsehserie, eine Episode)
- 2018: Take Two (Fernsehserie, eine Episode)
- 2021: The Long Island Serial Killer: A Mother’s Hunt (Fernsehfilm)
- 2023: The Night Agent (Fernsehserie, 2 Episoden)

Drehbuch
- 2011: The Creed: What Christians Profess, and Why It Ought to Matter (Dokumentarfilm)

Regie
- 2011: The Creed: What Christians Profess, and Why It Ought to Matter (Dokumentarfilm)